# Diederich Franz Leonhard von Schlechtendal
Diederich Franz Leonhard von Schlechtendal (Xanten, 27 novembre 1794 – Halle, 12 ottobre 1866) è stato un botanico e micologo tedesco.

## Biografia
Studiò a Berlino, per poi diventare curatore del Orto botanico di Berlino. Era un professore di botanica e direttore dell'Orto Botanico presso l'Università "Martin Lutero" di Halle-Wittenberg dal 1833 fino alla sua morte nel 1866.
Il genere Schlechtendalia (Asteraceae), proveniente dal Brasile, Uruguay e Argentina, fu chiamato in suo onore.
Fu direttore della rivista botanica Linnaea (dal 1826), e con Hugo von Mohl (1805-1872), fu editore del Botanischen Zeitung (dal 1843).
Condusse importanti indagini nella flora del Messico, in collaborazione con Adelbert von Chamisso (1781-1838), e sulla base di esemplari raccolti da Christian Julius Wilhelm Schiede (1798-1836) e Ferdinand Deppe (1794-1861).

## Opere principali
- Animadversiones botanicae in Ranunculaceas, Berlin 1819–1820.
- Flora berolinensis, Berlin 1823–1824.
- Adumbrationes plantarum, 1825–1832.
- Flora von Deutschland, Jena 1840–1873 (con Christian Eduard Langethal e Ernst Schenk; 5 ed. di Ernst Hallier 1880–1887).
- Hortus halensis, Halle 1841–1853.